# 경대
경대(鏡臺)는 거울을 달아 세운 화장대이다. 거울과 서랍으로 이루어져 있다. 옛날에는 여자가 결혼할 때 해가는 주요 혼수품이었다. 경대의 재료는 느티나무와 오래된 감나무이고, 원앙·십장생·쌍학 등을 새겼다.

## 갤러리

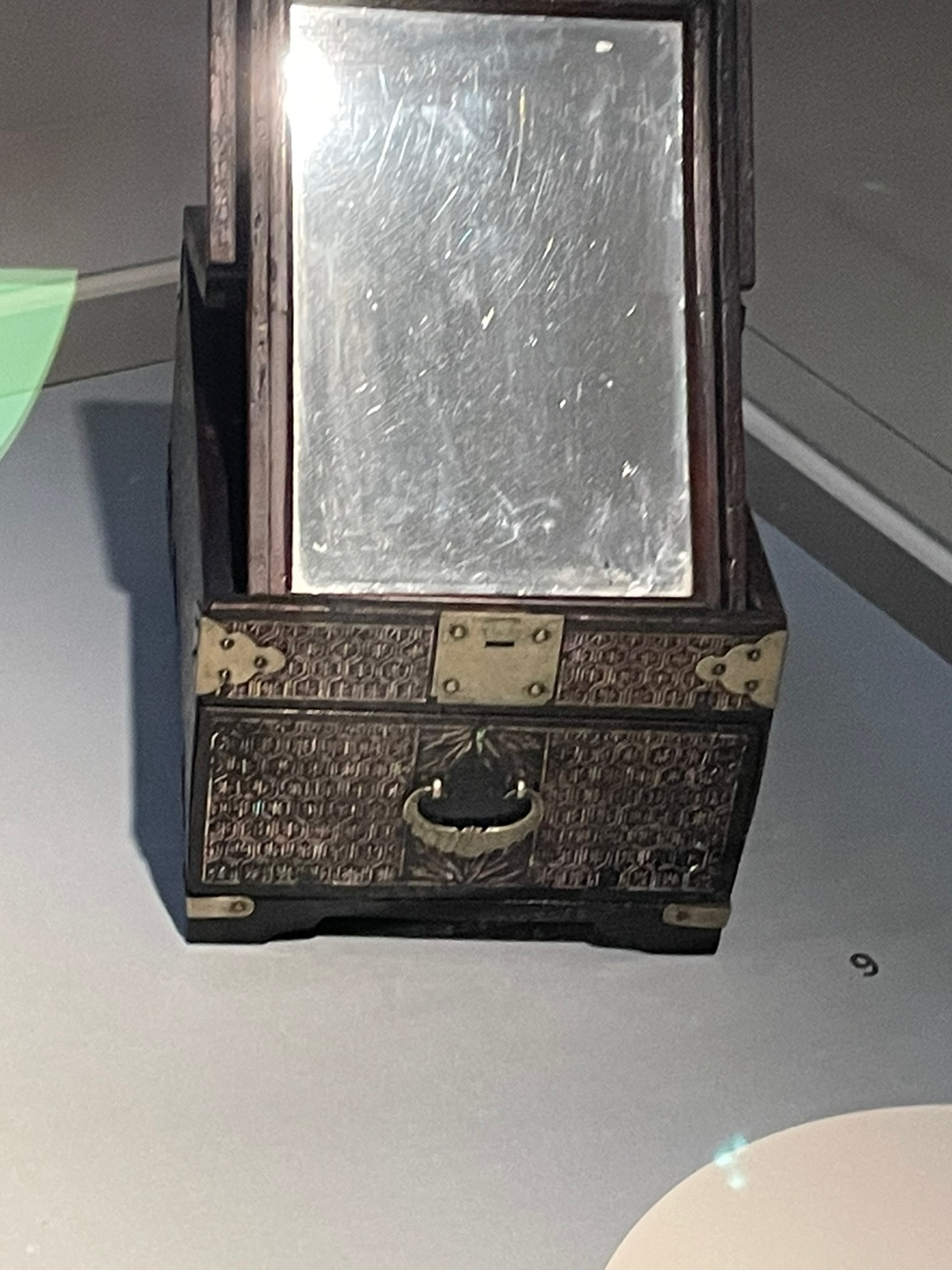
국립민속박물관
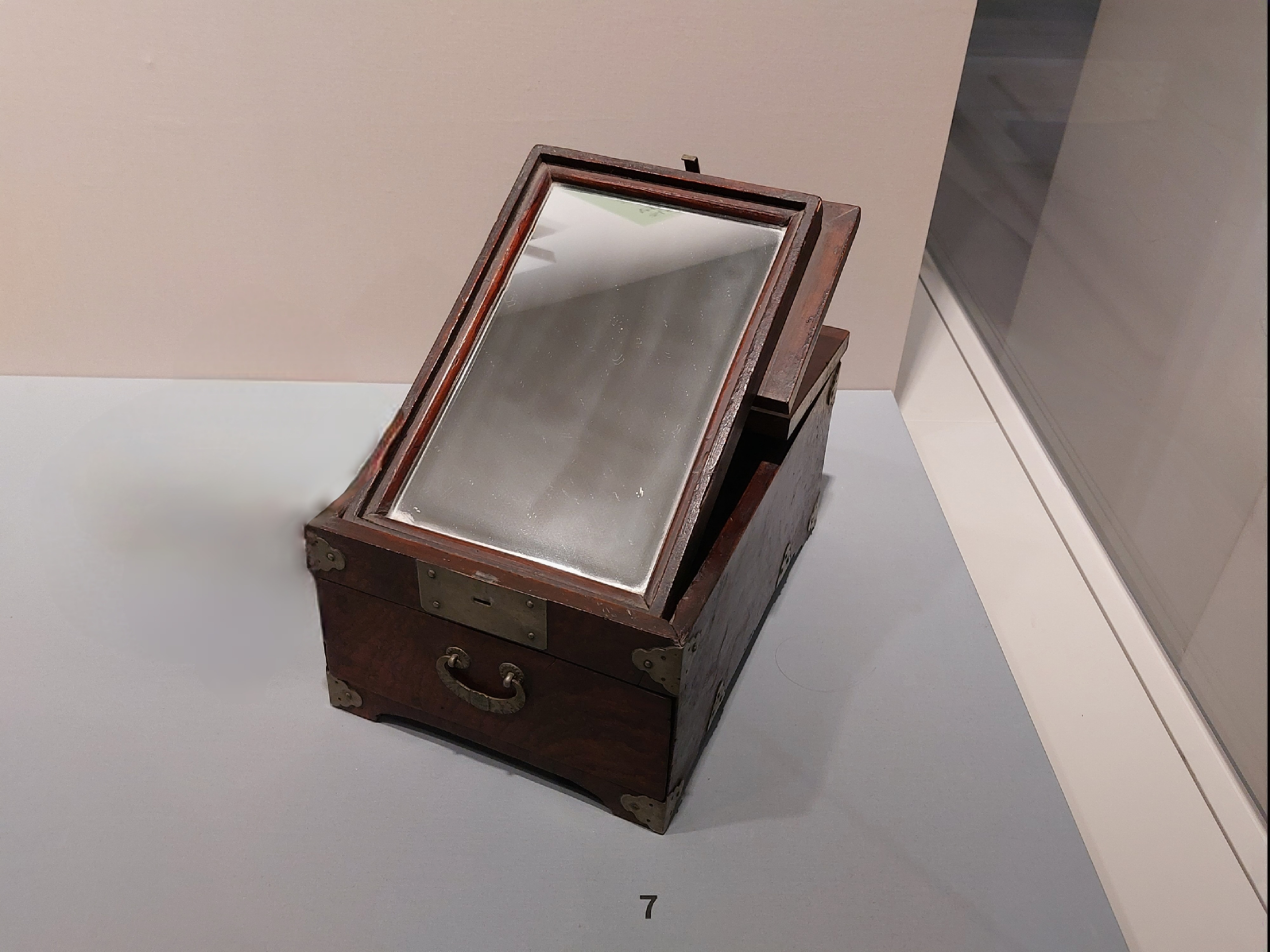
국립민속박물관
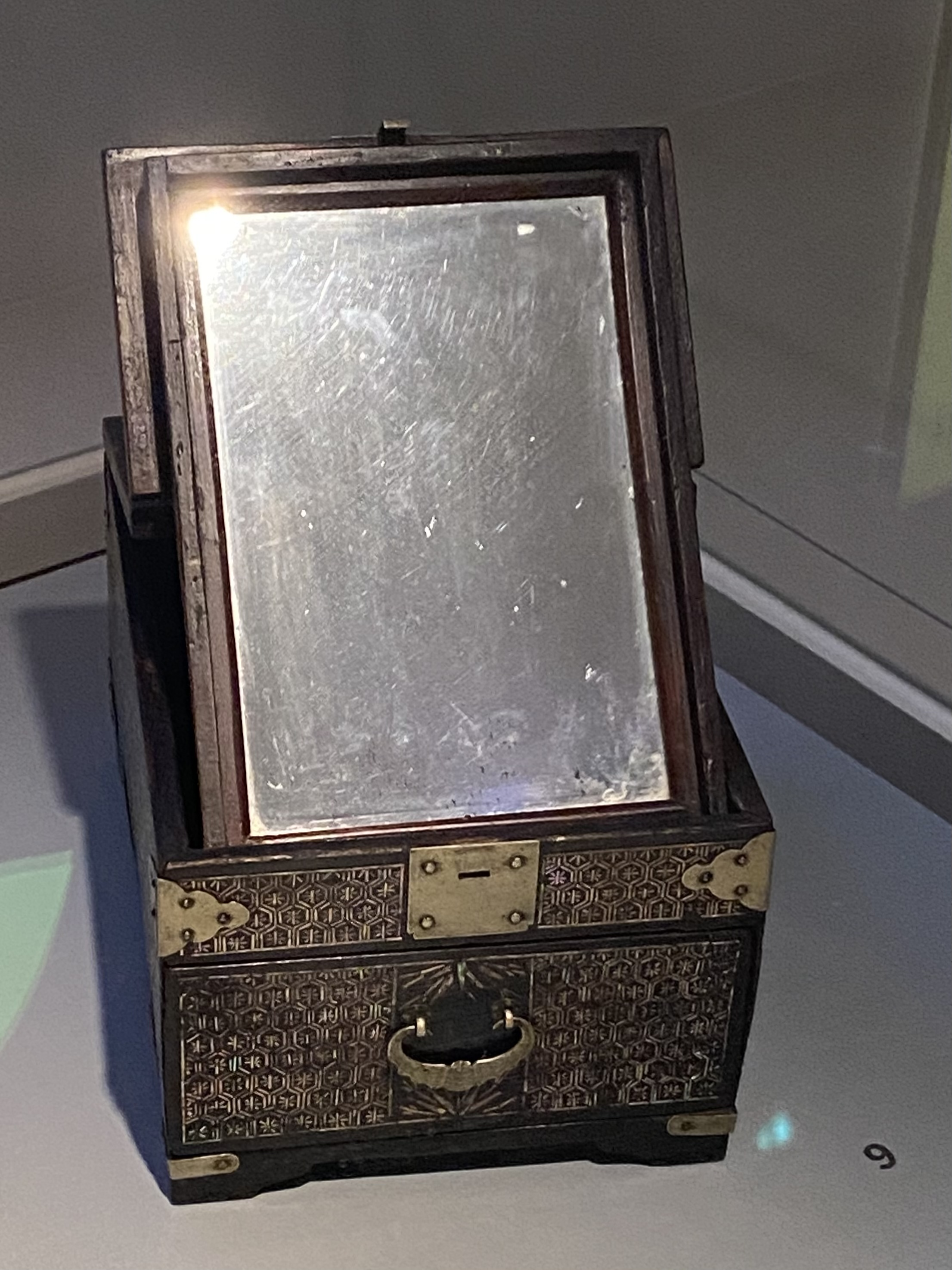
국립민속박물관에 전시되어있는 경대
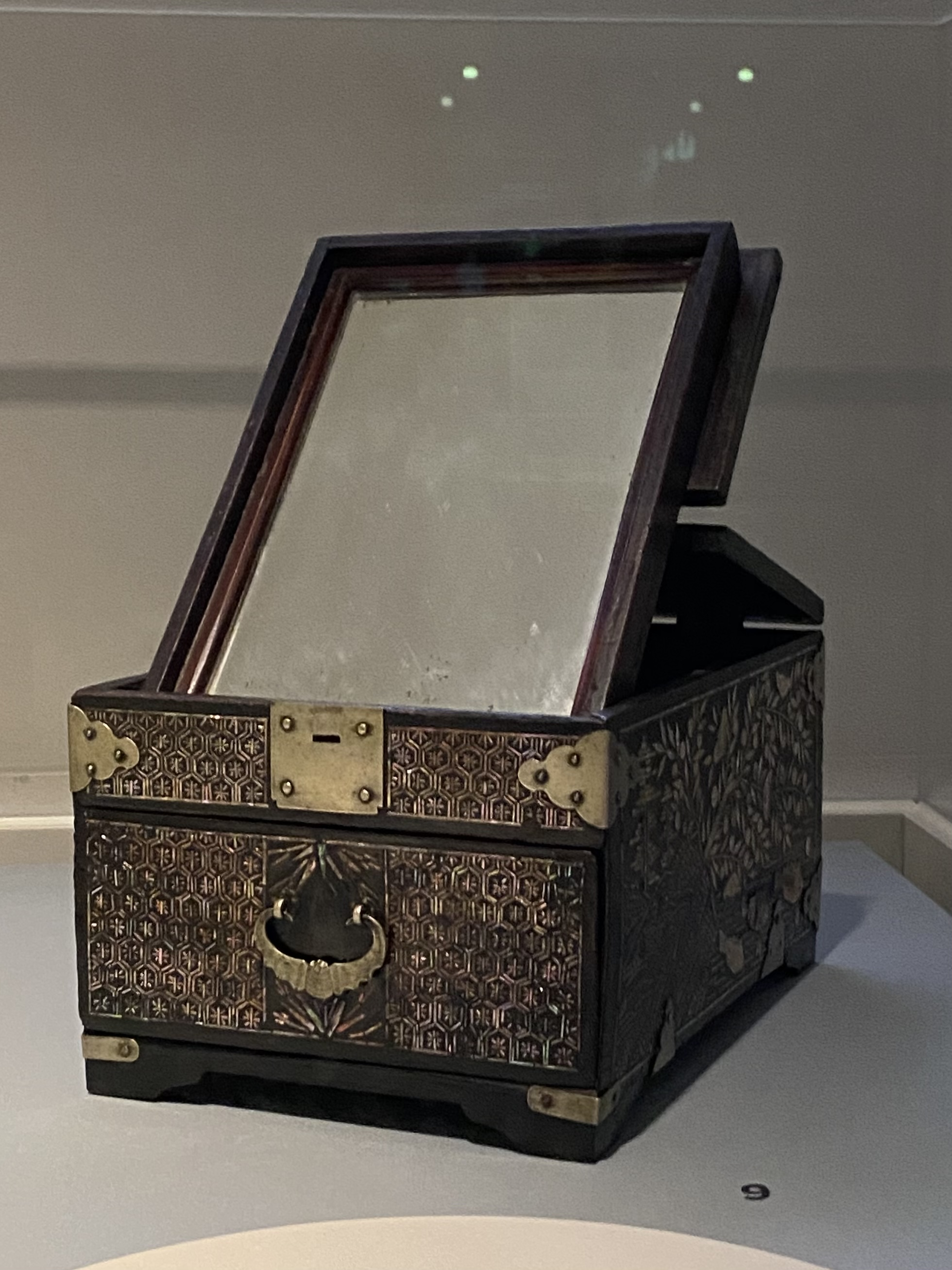
국립민속박물관에 전시되어있는 경대
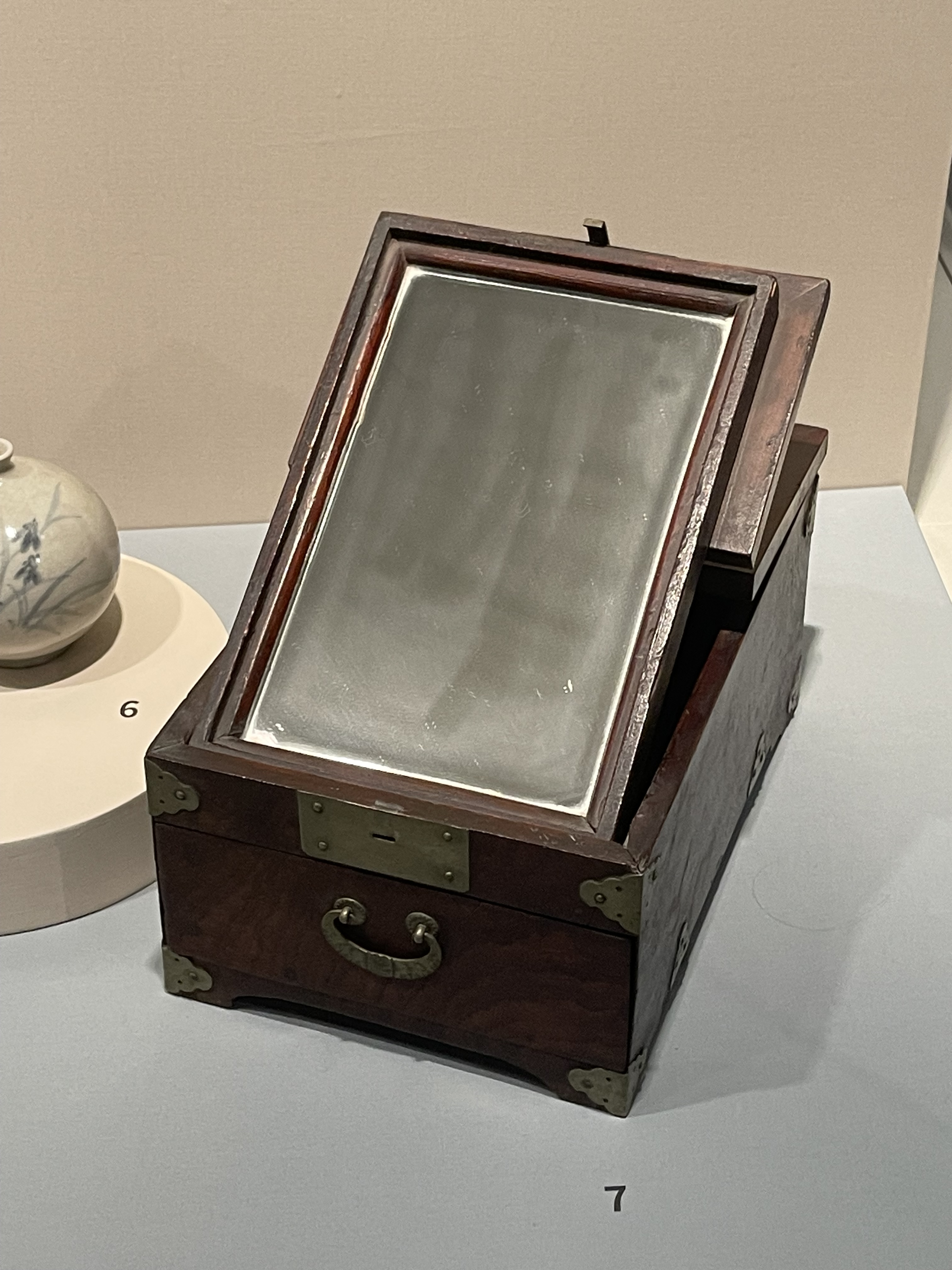